# Oporinia obscura
Oporinia obscura là một loài bướm đêm trong họ Geometridae.